# La Ceja
La Ceja este un municipiu din departamentul Antioquia, Columbia.

## Personalități născute aici
- Fernando Gaviria (n. 1994), ciclist.